# Schwobfeld
Schwobfeld település Németországban, azon belül Türingiában. Lakosainak száma 104 fő (2023. december 31.).

## Népesség
A település népességének változása:
| Lakosok száma | 112  | 111  | 103  | 106  | 104  |
|               | 2017 | 2019 | 2021 | 2022 | 2023 |